# Judit Ignacio Sorribes
Judit Ignacio Sorribes (* 18. März 1994 in Barcelona) ist eine spanische Schwimmsportlerin in der Lage Delphin. Bei den Schwimmeuropameisterschaften 2014 errang sie eine Silbermedaille auf der 200-m-Strecke.

## Karriere
Im Berliner Velodrom unterlag sie auf der langen Schmetterlingsstrecke mit einer Zeit von 2:06,66 min nur ihrer Landsfrau Mireia Belmonte (2:04,79, CR) und verwies die Ungarin Katinka Hosszú (2:07,28) auf den dritten Platz.
Bei den Olympischen Spielen 2012 in London gewann sie in 59,42 s zwar den 2. Vorlauf über 100 m, für die Zwischenläufe qualifizierten sich aber nur die Zeitschnellsten, die allesamt aus dem 4., 5. und 6. Vorlauf kamen. Insgesamt wurde sie hier 26. Ähnlich erging es ihr über die 200 m. Mit einer Zeit von 2:08,14 min wurde die Achtzehnjährige hier Vorlaufzweite.
Ein ähnliches Resultat erbrachte schließlich auch die Teilnahme an der spanischen 4 × 100-m-Lagenstaffel.
Bereits bei den Olympischen Jugendspielen 2010 in Singapur hatte Judit Ignacio Sorribes sowohl über 100 als auch über 200 m die Silbermedaille gewonnen und bei den Jugendschwimmweltmeisterschaften ein Jahr später im gleichen Ort die Goldmedaille über 200 m.